# Qasim I
Kasim I o Qasim I (Nikolai Karamzín l'anomena Kassyda) fou kan d'Astracan. Era kan el 1476 i havia succeït al seu pare Mahmud Khan, si bé la data no es pot precisar.
La primera vegada que se l'esmenta fou en el viatge del rus Atanasi Nikitin que va anar a l'Índia que està datat el 1466 o el 1470. Llavors no obstant només se sap segur que governava Uslan i Berekzan.
El 1476 el venecià Contarini, que va estar al sud de Rússia, explica que Astracan estava (el 16 d'agost de 1476) en mans de tres fills d'un germà d'Ahmad Khan que dominaven fins a Circàssia i les terres prop de Tana; Contarini dona el nom d'un d'aquestos, Kasim, que diu que estava en guerra amb el seu oncle Ahmad Khan. Contarini no anomena pel nom als altres dos kans, però Howorth suggereix que podrien ser Yanibeg (efímer kan a Crimea nomenat per Ahmad Khan quan va ocupar el país) i Abdul Karim. Howorth esmenta que pel Shaybani-name el seu amir al-umara seria Timur Beg, que seria el mateix que en altres moments apareix en un càrrec similar a la cort d'Ahmad Khan. Kasim I va donar asil a dos nets d'Abu l-Khayr quan el seu pare fou derrotat per Ibak Khan, kan de Sibèria. Ibak, aliat a Ahmad Khan va marxar contra Kasim i aquest es va refugiar a Astracan on fou assetjat; els dos prínceps van poder fugir amb 40 seguidors després d'una lluita ferotge. Després Kasim va fer la pau amb el seu oncle.
El 1480 quan Ahmad Khan va marxar al riu Ugra contra Ivan III el Gran de Moscou, diu que l'acompanyava el kan Kasim i els seus fills. Després no torna a ser esmentat però hauria viscut fins vers el 1490 o més tard. El 1491 apareix com a kan a Astracan Abdul Karim, si bé podria ser un cogovernant.